# Pat Garrity
Patrick Joseph Garrity (Las Vegas, Nevada, 23 de agosto de 1976) es un exjugador de baloncesto estadounidense que disputó 10 temporadas en la NBA, las 9 últimas en Orlando Magic. Con 2,06 metros de altura jugaba de ala-pívot.

## Carrera

### Universidad
Garrity acudió al Lewis-Palmer High School en Monument, Colorado, donde llegó a ser elegido All-League. Después se graduó en la Universidad de Notre Dame, donde pasó 4 prolíficas temporadas. 
Como freshman en la temporada 1994-95 promedió 13,4 puntos y 5,1 rebotes. Como sophomore se fue a los 17,2 puntos y 7,1 rebotes, y gozó de sus mejores años como júnior y sénior, donde promedió 21,1 puntos, 7,4 rebotes, 2,8 asistencias y 23,2 puntos, 8,3 rebotes y 2,4 asistencias, respectivamente. En 1997, como júnior fue elegido Jugador del Año en la Big East Conference.

### NBA
Garrity fue elegido por Milwaukee Bucks en el puesto 19 de 1.ª ronda del draft de 1998. Sin embargo tras su elección, sus derechos fueron enviados, junto a los de Dirk Nowitzki, a Dallas Mavericks a cambio de los de Robert Traylor. Pero la cosa no acabó ahí, todavía le esperaba un nuevo equipo esa misma noche, ya que fue traspasado junto a Martin Müürsepp, Bubba Wells y una 1.ª ronda de 1999 (que fue Shawn Marion) a Phoenix Suns a cambio de Steve Nash.
Con los Suns debutó en la temporada 1998-99 con 5.9 puntos de media y fue traspasado al finalizar la temporada, junto a Danny Manning y dos 1.ª rondas a Orlando Magic por Anfernee Hardaway.
Disputó los 82 partidos de la temporada 1999-00 con unos promedios de 8.2 puntos y un 40.1 % en triples. En la temporada 2000-2001  tuvo un rendimiento similar mientras que en su tercera temporada firmó su mejor campaña con 11.1 puntos (42.7 en triples) y 4.2 rebotes. Al finalizar la campaña, en julio de 2002, Orlando le renovó 5 años a razón de 15 millones. 
En la temporada 2002-03 se mantuvo en unos números muy parecidos. 
Transcurridas las primeras 4 temporadas en Orlando, acudió a playoffs en las últimas 3 temporadas (de 2001 a 2003). La 2003-04 se la pasó en blanco por una lesión, jugando tan sólo 2 partidos.
Desde la temporada 2004-05 a la 2006-07 se ha convertido en un jugador de fondo en el banquillo de los Magic, promediando números en torno a los 4 puntos. En septiembre de 2008 anunció su retirada, con 32 años de edad.

### Selección nacional
Fue máximo anotador (11,8 puntos) del USA Team que jugó el Mundial Sub-22 de Australia en 1997.

## Estadísticas de su carrera en la NBA

### Temporada regular
| Año     | Equipo  | PJ  | PT  | MPP  | %TC  | %3P  | %TL  | RPP | APP | ROB | TPP | PPP  |
| ------- | ------- | --- | --- | ---- | ---- | ---- | ---- | --- | --- | --- | --- | ---- |
| 1998–99 | Phoenix | 39  | 9   | 13.8 | .500 | .389 | .714 | 1.9 | .5  | .2  | .1  | 5.6  |
| 1999–00 | Orlando | 82  | 1   | 18.0 | .441 | .401 | .721 | 2.6 | .7  | .4  | .2  | 8.2  |
| 2000–01 | Orlando | 76  | 1   | 20.8 | .387 | .433 | .867 | 2.8 | .7  | .5  | .2  | 8.3  |
| 2001–02 | Orlando | 80  | 43  | 30.1 | .426 | .427 | .836 | 4.2 | 1.2 | .8  | .3  | 11.1 |
| 2002–03 | Orlando | 81  | 53  | 31.9 | .419 | .396 | .830 | 3.8 | 1.5 | .8  | .2  | 10.7 |
| 2003–04 | Orlando | 2   | 0   | 11.0 | .333 | .000 | .000 | .0  | .5  | .0  | .0  | 1.0  |
| 2004–05 | Orlando | 71  | 0   | 13.5 | .402 | .333 | .879 | 1.7 | .4  | .3  | .1  | 4.6  |
| 2005–06 | Orlando | 57  | 0   | 16.5 | .417 | .388 | .811 | 1.9 | .7  | .2  | .2  | 4.9  |
| 2006–07 | Orlando | 33  | 0   | 8.4  | .314 | .344 | .889 | 1.3 | .4  | .2  | .0  | 2.2  |
| 2007–08 | Orlando | 31  | 0   | 9.2  | .338 | .216 | .800 | 1.4 | .4  | .2  | .0  | 2.1  |
| Total   | Total   | 552 | 107 | 20.0 | .417 | .398 | .806 | 2.6 | .8  | .4  | .1  | 7.3  |

### Playoffs
| Año   | Equipo  | PJ | PT | MPP  | %TC  | %3P   | %TL   | RPP | APP | ROB | TPP | PPP  |
| ----- | ------- | -- | -- | ---- | ---- | ----- | ----- | --- | --- | --- | --- | ---- |
| 1999  | Phoenix | 3  | 0  | 17.3 | .529 | 1.000 | 1.000 | 3.0 | .3  | .3  | .3  | 9.0  |
| 2001  | Orlando | 4  | 0  | 29.3 | .472 | .500  | .800  | 1.3 | .5  | .0  | .2  | 12.0 |
| 2002  | Orlando | 4  | 4  | 36.8 | .375 | .389  | .750  | 7.5 | 2.3 | .5  | .2  | 8.5  |
| 2003  | Orlando | 7  | 1  | 23.3 | .286 | .235  | 1.000 | 2.6 | .7  | .3  | .4  | 4.0  |
| 2008  | Orlando | 2  | 0  | 3.0  | .000 | .000  | .500  | 1.0 | .0  | .0  | .0  | .5   |
| Total | Total   | 20 | 5  | 24.3 | .393 | .407  | .857  | 3.2 | .9  | .2  | .3  | 6.9  |

## Vida personal
Está casado con Paula desde el verano de 2002.
Su padre jugó al fútbol americano en las fuerzas aéreas.
Es el hermano mediano entre dos hermanas.